# بهی جنتی عطایی
بهی جنتی عطایی بازیگر و بازیگردان ایرانی تبار فرانسوی است. او در فیلم‌های برای یک لحظه، آزادی (۲۰۰۸)، خوش آمدید (۲۰۰۹)، آلتیپلانو (۲۰۰۹)، زیر سایه (۲۰۱۶)، برخی با حجاب (۲۰۱۷)، دختران آفتاب (۲۰۱۸) و مرز سبز (۲۰۲۳) به ایفای نقش پرداخته‌است.

## زندگی و حرفه
بهی در تهران به دنیا آمد . پس از انقلاب اسلامی، خانواده وی تصمیم گرفتند ایران را ترک کنند و به فرانسه پناهنده شوند. او در مدرسه ملی هنرها و تکنیک‌های تئاتر در پاریس تحصیل کرد و بعداً شروع به اجرای تئاتر در فرانسه نمود. بهی در دهه ۱۹۹۰ با ایفای نقش‌های کوچک در فیلم‌های فرانسوی شروع به حضور در عرصه سینما نیز کرد. اولین نقش برجسته او در فیلم درام استرالیایی پیرمردی که داستان‌های عاشقانه می‌خواند در سال ۲۰۰۱ بود. او در سال ۲۰۰۸ در فیلم درام اتریشی برای یک لحظه آزادی دربارهٔ گروه‌های ایرانی پناهنده بازی کرد. سال بعد بهی در فیلم‌های خوش آمدید و آلتیپلانو نیز ظاهر شد. در سال ۲۰۱۶، او جز بازیگران فیلم ترسناک و تحسین شده زیر سایه بود.
در سال ۲۰۲۲، بهی در فصل دوم سریال مهیج جاسوسی اسرائیلی، تهران، بازیگر نقشی مستمر بود. در سال ۲۰۲۳، او در فیلم درام مرز سبز به کارگردانی آگنیسکا هالند، نقش یک معلم زبان انگلیسی افغان بنام لیلا را بازی کرد. بازی او توسط منتقد فیلم استیج مورد توجه قرار گرفت.

## فیلم‌شناسی
- جفرسون در پاریس (۱۹۹۵)
- Ma femme me Quitte (1996)
- پسر طلایی (۱۹۹۶)
- زنده باشید… et la liberation du Kurdistan (1998)
- پیرمردی که داستان‌های عشق می‌خواند (۲۰۰۱)
- Bleu le ciel (2001)
- متولد ۶۸ (۲۰۰۸)
- برای یک لحظه، آزادی (۲۰۰۸)
- خوش آمدید (۲۰۰۹)
- Altiplano (2009)
- Les mensonges (2010)
- پاسخ به تماس (۲۰۱۰)
- همه آرزوهای ما (۲۰۱۱)
- اسپیرال (۱ قسمت، ۲۰۱۲)
- زیر سایه (۲۰۱۶)
- Feu mon corps (2016)
- برخی آن را با حجاب دوست دارند (۲۰۱۷)
- La fête est finie (2017)
- Girls of the Sun (2018)
- بالتازار (۱ قسمت، ۲۰۲۰)
- تهران (۲ قسمت ۲۰۲۲)
- مرز سبز (۲۰۲۳)